# Gulpannad solblomfluga
Gulpannad solblomfluga (Syrphus admirandus) är en tvåvingeart som beskrevs av Goeldlin 1996. Gulpannad solblomfluga ingår i släktet solblomflugor, och familjen blomflugor.
Artens utbredningsområde är Sverige. Arten är reproducerande i Sverige. Inga underarter finns listade i Catalogue of Life.